# Mycoplasma sualvi
Mycoplasma sualvi è una specie di batterio appartenente alla famiglia delle Mycoplasmataceae.